# Are We There
Are We There è il quarto album discografico in studio della cantautrice statunitense Sharon Van Etten, pubblicato nel 2014.

## Tracce
1. Afraid of Nothing – 4:05
2. Taking Chances – 3:50
3. Your Love Is Killing Me – 6:18
4. Our Love – 3:53
5. Tarifa – 4:51
6. I Love You But I’m Lost – 4:19
7. You Know Me Well – 4:32
8. Break Me – 4:01
9. Nothing Will Change – 3:16
10. I Know – 3:36
11. Every Time the Sun Comes Up – 4:23